# Ветры склонов

Схема ветров склонов

Ве́тры скло́нов — ветры, что характеризуются дневным подъёмом или ночным опусканием воздуха по горным склонам; одна из причин возникновения горно-долинных ветров.

## Описание
Днём склоны гор нагреты сильнее воздуха, поэтому воздух в непосредственной близости к склону нагревается сильнее, чем воздух, расположенный дальше от склона, и в атмосфере устанавливается горизонтальный градиент температуры, направленный от склона в свободную атмосферу. Более тёплый воздух у склона начинает подниматься по склону вверх, как при конвекции в свободной атмосфере. Такой подъём воздуха по склонам приводит к усиленному образованию на них облаков. Ночью, при охлаждении склонов, условия меняются на обратные и воздух стекает по склонам вниз.
К этим ветрам склонов присоединяется перенос воздуха в более крупном масштабе между долиной в целом и прилегающей равниной. Днём температура воздуха в долине в целом выше, чем на соответствующих уровнях над равниной, так как на неё влияют прогретые склоны гор. Поэтому аналогично тому, как над берегом при морском бризе, давление в долине становится до самого гребня хребта ниже, а на бо́льших высотах — выше.